# Batalha de Sekigahara
A Batalha de Sekigahara, ou popularmente conhecida como a "Divisão do Reino", foi o conflito decisivo ocorrido em 15 de setembro de 1600 (data do antigo calendário chinês, e 21 de outubro no calendário moderno), que abriu caminho para a ascensão do Xogum Tokugawa Ieyasu ao poder do Japão. Após o seu desfecho, demorariam apenas 3 anos para Tokugawa consolidar seu poder sobre o clã Toyotomi, da casa de Osaka, e os outros daimyos contrários à casa de Edo dos Tokugawa. A batalha de Sekigahara é amplamente considerada como o começo não oficial do Xogunato Tokugawa - o último xogunato que exerceu controle sobre o Japão. Após o conflito, o Japão viveu um longo período de paz.

## Antecedentes e pretexto
Apesar de Toyotomi Hideyoshi ter unificado o Japão e consolidado o seu poder na sequência do Cerco de Odawara em 1590, a invasão japonesa da Coreia (1592-1598) enfraqueceu significativamente o poder do clã Toyotomi, bem como os lealistas e os burocratas que continuaram a servir e apoiar os Toyotomi, mesmo após a morte de Hideyoshi. A presença de Hideyoshi e de seu irmão Hidenaga mantinha sempre os dois lados em equilíbrio, mas na morte de ambos, os conflitos internos aumentaram desembocando em amplas hostilidades. Em razão da conhecida origem camponesa do clã Toyotomi, nem Hideyoshi tampouco seu herdeiro Hideyori poderiam ser reconhecidos ou aceitos como Xoguns.
Notadamente, Katö Kiyomasa e Fukushima Masanori foram críticos dos burocratas, especialmente Ishida Mitsunari e Konishi Yukinaga. Tokugawa Ieyasu, aproveitando desta situação, os recrutou, redirecionando a animosidade no sentido de enfraquecer o clã Toyotomi.

## O princípio
Tokugawa Ieyasu estava em vantagem em termos de experiência, categoria, reputação e influência global no clã Toyotomi após a morte do Regente Maeda Toshiie. Os rumores começaram a espalhar-se afirmando que Ieyasu, naquele momento o único sobrevivente aliado de Oda Nobunaga, assumiria o legado de Hideyoshi assim como o de Nobunaga foi assumido. Apesar de ter uma reputação maior que Ishida, o exército de Ieyasu fora derrotado na Batalha de Kuisegawa e sofreram perdas significativas.
Mais tarde, uma suposta conspiração para assassinar Ieyasu vem a tona, e muitos lealistas de Toyotomi, incluindo o filho de Toshiie, Toshinaga, foram acusados de participar e obrigados a se apresentar à autoridade de Ieyasu. No entanto, Uesugi Kagekatsu, um dos nomeados do Conselho de Cinco Regentes por Hideyoshi, desafiou Ieyasu montando seu exército. Quando Ieyasu o condenou oficialmente, ele exigiu ao chegar em Kyoto para que se explicasse perante o Imperador. Naoe Kanetsugu, o assessor-chefe de Kagekatsu, respondeu com uma contra-condenação demonstrando os abusos e violações de Ieyasu perante as regras de Hideyoshi, deixando-o furioso com isso.
Posteriormente, Ieyasu convocou a ajuda de vários apoiantes e os levou em direção ao norte para atacar o clã Uesugi. Muitos estavam naquele momento concentrados sitiando Hasedō, mas Ishida Mitsunari, se agarrou à oportunidade e em resposta, criou uma aliança para desafiar os seguidores de Ieyasu.

## A batalha
Em seu Castelo de Sawayama, Ishida Mitsunari reuniu-se com Otani Yoshitsugu, Mashita Nagamori, e Ankokuji Ekei. Lá forjaram a aliança e convidaram Möri Terumoto, que na verdade não participou na batalha, para ser o líder.
Mitsunari então oficialmente declarou guerra a Ieyasu e seu primeiro movimento foi sitiar o Castelo Fushimi, guardado pelo retentor de Tokugawa Torii Mototada em 19 de julho. Posteriormente, as forças de Mitsunari capturaram vários postos de Tokugawa na região de Kansai e dentro de um mês, as forças ocidentais haviam se mudado para a Província de Mino, onde Sekigahara foi localizado.

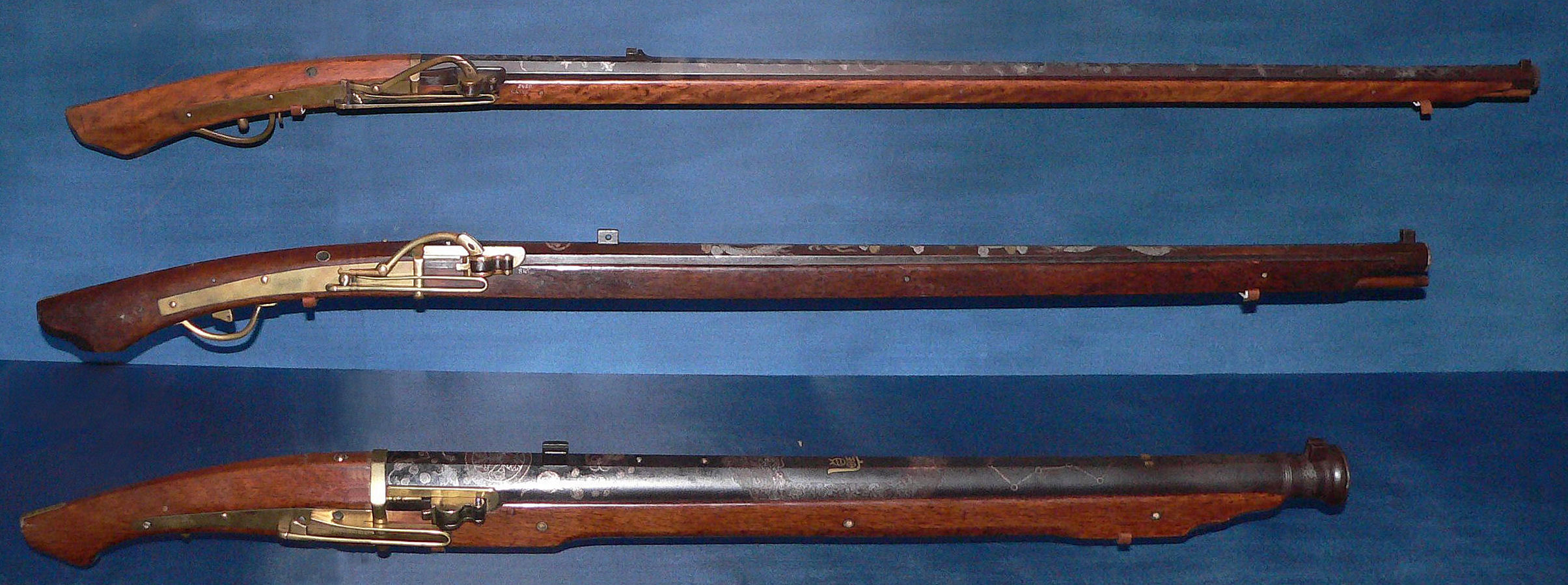
Na foto, os teppō (arcabuzes japoneses) da Era Edo.

Já em Edo, Ieyasu recebeu notícias da inesperada situação em Kansai e decidiu implantar suas forças. Tokugawa em pessoa comandou 30 mil homens e seus subordinados outros 40 mil. Esses por si só faziam o coro do Exército do Leste. Ele tinha alguns antigos daimyos a seu lado para enfrentar o Exército do Oeste enquanto dividia suas tropas marchando à oeste sobre Tokaido para o Castelo de Osaka.
O filho de Ieyasu, Hidetada comandou um grupo atráves de Nakasendō. No entanto, as forças de Hidetada foram derrotadas quando ele tentou cercar o Castelo de Ueda de Sanada Masayuki. Mesmo Hidetada que tinha um enorme exército de 38 mil homens, uma esmagadora vantagem sobre o de Sanada que era apenas 2 mil, acabaram incapazes de captar o estrategista que estava bem defendido em sua posição. Ao mesmo tempo, 15 mil tropas de Toyotomi estavam sendo engajados pelas tropas de Hosokawa Fujitaka no Castelo de Tanabe, na prefeitura de Wakayama, o cerco falhou e Hosokawa fora morto.
Sabendo que Ieyasu está indo para Osaka, Mitsunari decidiu abandonar suas posições e marcharam para Sekigahara. Em 15 de setembro de 1600 (Keicho 5.º, 8.º dia do 8.º mês), os dois lados começaram a posicionar suas forças. O Exército do Leste de Ieyasu tinha 81 190 homens, enquanto o Exército do Oeste de Mitsunari continham 90 mil, Mitsunari estava com a vantagem do terreno e numérica devido as suas vitórias em Kuisegawa, Fushimi e Tanabe. Havia cerca de 20 mil arcabuzeiros e artilharia posicionadas no campo de batalha, o que correspondia a mais de 10% de todas as tropas presentes.

## Queda do exército ocidental
Mesmo com a forças ocidentais tendo enormes vantagens tácticas, Ieyasu tinha já contactado muitos daimyo sobre o lado oeste, prometendo-lhes terras e clemência após a batalha se eles mudarem de lado. Isto levou alguns comandantes ocidentais que ocupavam cargos importantes a serem pressionados para enviar em reforços ou aderir à batalha que já estava em andamento.
A batalha não ia bem para Ieyasu, Ii Naomasa e Torii Mototada foram mortos por Ukita Hideie e Ankokuji Ekei. Os canhões que Tokugawa usava para se defender foram capturados por Shima Sakon deixando Tokugawa completamente sem defesa.
Ieyasu começou a ficar desesperado, pois estava completamente cercado, Mori Hidemoto e Kobayakawa Hideaki eram dois dos daimyo que Ieyasu contatou e estavam em posições importantíssimas para o Exército do Oeste. Hidemoto fora convencido pelas propostas de Ieyasu e assim convenceu também a Kikkawa Hiroie.
Mesmo Kobayakawa tendo respondido aos apelos de Ieyasu, ficou hesitante e neutro. Como a batalha se intensificou e o Exército do Leste estava a beira da derrota, Ieyasu finalmente ordenou que tropas com arcabuzes atacassem a posição de Kobayakawa no Monte Matsuo. Nesse ponto Kobayakawa aderiu para o Exército do Leste. Suas forças avançaram contra a posição de Yoshitsugu, que rapidamente teve que se retirar, pois era além do que ele podia lidar, depois acabou por engajar as forças de Todo Takatora. Ao ver isto como um ato de traição, generais do oeste como Wakisaka Yasuharu, Suketada Ogawa, Akaza Naoyasu e Kutsuki Mototsuna imediatamente mudaram de lado.
As forças ocidentais ainda assim lutaram bravamente. Alguns, como Ukita Hideie conseguiram escapar, enquanto outros, como Shima Sakon foi baleado e morto por tropas de fuzis, Otani Yoshitsugu cometeu suicídio. Mitsunari, Yukinaga e Ekei foram alguns dos que foram mortos e alguns, como Terumto Mori e Shimazu Yoshihiro foram capazes de retornar à sua casa províncias.

## Ascensão do Xogunato Tokugawa

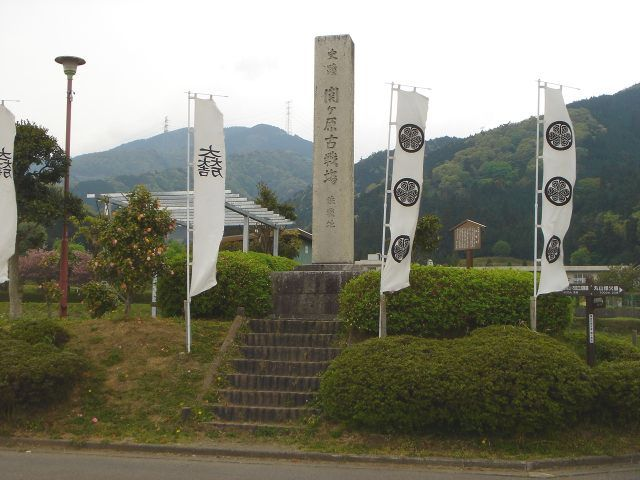
Memoriais do campo de batalha nos tempos atuais

Tokugawa Ieyasu redistribuiu as terras e feudos dos participantes, geralmente recompensando os que lhe ajudaram e desapropriando, punindo, ou exilando os que lutaram contra ele. Ao fazê-lo, ele ganhou controle de muitos ex-territórios de Toyotomi. Em seguida da execução pública de Ishida Mitsunari, Konishi Yukinaga e Ankokuji Ekei, a influência e a reputação do clã Toyotomi e seus lealistas remanescentes diminuiu drasticamente.
Na época, a batalha fora considerada apenas como um conflito interno entre vassalos de Toyotomi. Entretanto, após Ieyasu se tornar Xogum, uma posição deixada vaga desde a queda do Xogunato Ashikaga 27 anos antes, a batalha foi vista como um evento de maior importância. Em 1664, Hayashi Gahō, historiador de Tokugawa e reitor de Yushima Seido, resumiu as consequências da batalha: "Malfeitores e bandidos foram expurgados e todo o território entregue ao Senhor Ieyasu, louvando o estabelecimento da paz e exaltando sua virtude marcial. Que essa gloriosa era que ele fundou continue por milhares e milhares de gerações, pela duração do céu e da terra."
Esta mudança na hierarquia oficial também inverteu a posição de subordinação do clã Tokugawa, tornando assim o clã Toyotomi subordinado do clã Tokugawa.

## Sementes da Discórdia
Embora a maioria dos clãs estivesse satisfeita com sua nova situação, houve muitos clãs, em especial os do lado ocidental, que ficaram insatisfeitos com sua desapropriação ou o que consideraram uma punição desonrosa. Três clãs em particular não aceitaram o pós-guerra de bom grado:
- O clã Mōri, liderado por Mōri Terumoto, manteve-se irritado com o Xogunato Tokugawa por ser transferido de seu feudo, Aki, para o Domínio de Chōshū, mesmo tendo o clã sequer participado da batalha;
- O clã Shimazu, liderado por Shimazu Yoshihiro, culpou sua recolha de informações pela derrota, e mesmo não tendo sido desapropriado de sua província de Satsuma, eles também não se tornaram completamente leais ao Xogunato Tokugawa. Tirando proveito da grande distância entre Edo e a ilha de Kyūshū, bem como de sua melhorada espionagem, o clã Shimazu demonstrou que era praticamente um reino autônomo independente do Xogunato Tokugawa durante os seus últimos dias;
- O clã Chōsokabe, liderado por Chōsokabe Morichika, foi destituído do seu título e domínio de Tosa e enviado para o exílio. Ex-servidores de Chosokabe nunca chegaram a um entendimento com a nova família governante, o clã Yamauchi, que fez distinção entre seus servidores e ex-servidores de Chosokabe, dando-lhes menor posição, bem como o tratamento discriminatório. Essa distinção de classe continuou até gerações após a queda do clã Chōsokabe.

Os descendentes destes três clãs viriam em dois séculos colaborar para derrubar o Xogunato Tokugawa, levando à Restauração Meiji.

## Miyamoto Musashi
Segundo a tradição, o lendário ronin Miyamoto Musashi estava presente na batalha entre as fileiras do exército de Ukita Hideie. Supostamente, ele lutou bem e escapou da derrota das forças da Hideie ileso. Se isto é verdade ou mito é desconhecido; Musashi teria cerca de 17 anos de idade na época.

## Aparições na cultura popular
- Esta é a principal cena de luta no filme Sengoku jieitai1549 (2005). O filme revela também alguns dos principais personagens e à situação política, retratada em parte do filme de forma pervertida.
- Esta batalha foi lembrada no mangá e no anime Samurai Deeper Kyo.
- A batalha aparece nos videogames Kessen e Samurai Warriors 2 de PlayStation 2. Ambos os jogos apresentam-se os cenários, alguns dos quais mudam a maré da batalha, resultando em vitória para o exército ocidental.
- A batalha é o último confronto no jogo Sengoku Basara 3 de Playstation 3 e Wii .
- A batalha também figurou em Age of Empires III: The Asian Dynasties como parte da campanha japonesa.
- Essa batalha aparece em Shogun: Total War como uma das batalhas históricas para o PC.
- Em Azumi a Batalha de Sekigahara é assuma uma parcela importante.
- O romance best-seller de James Clavell: Shogun retrata os eventos que levaram a esta batalha, embora a batalha em si é apenas referida num curto espaço de dois parágrafos postscript..
- A minissérie 1998 Musashi começa com um jovem Miyamoto Musashi emergindo de alguns cadáveres no rescaldo de Sekigahara. O mangá japonês Vagabond igualmente começa com uma cena semelhante.
- Em 1954, no filme Samurai I: do diretor Hiroshi Inagaki. O início do filme envolve a grande batalha de Sekigahara e Miyamoto Musashi é retratada pelo lendário ator Toshiro Mifune.
- A batalha também é destaque no episódio da série da BBC 2 Shogun: Heróis e vilões.
- Esta batalha figura Eiji Yoshikawa no romance épico Mushashi.
- O jogo Nioh se baseia nessa batalha e nas circunstâncias que levaram-na a acontecer.
- No romance Nuvem de Pardais, escrito por Takashi Matsuoka, a batalha é um ponto importante parcela causando muito antagonismo entre samurais cujos antepassados tinham sido em ambos os lados em ganhar ou perder Sekigahara.
- A batalha também é mostrada no anime Drifters, mostrando a derrota do clã Shimazu. Em mangá aparece no capítulo 83 da obra, no qual é estudado a batalha pelos personagens.